# Jezzine
Jezzine (arabisch جزين, DMG Ǧizzīn) ist eine Stadt im Libanon. Der Ort hat etwa 2800 Einwohner, die gesamte gleichnamige Provinz ca. 14.500.

## Geschichte
Der Name Jezzine stammt aus der aramäischen Sprache und heißt so viel wie „Depot“ oder „Lagerraum“. In der Neuzeit fanden in Jezzine zwei Schlachten statt: 1941 im Zweiten Weltkrieg zwischen Truppen des Vichy-Regimes und britischen, freifranzösischen und australischen Truppen.
1982 griff Israel in den libanesischen Bürgerkrieg ein und eroberte den südlichen Teil des Landes. Am 6. Juni begann die israelische Invasion und am 8. Juni fand zwischen israelischen und syrischen Truppen eine Schlacht um die Stadt Jezzine statt. Am 9. April 1985 verübte eine der ersten Selbstmordattentäterinnen, Sana'a Mehaidli, einen Anschlag auf die israelischen Besatzungstruppen, bei dem zwei Soldaten getötet wurden.
2006 wurde die Umgebung von Jezzine durch die israelische Luftwaffe bombardiert.
Julián Slim Haddad wurde 1887 in Jezzine geboren. Er emigrierte 1902 nach Mexiko, um dort ein Firmenimperium aufzubauen. 2007 war einer seiner Söhne, Carlos Slim Helú, der reichste Mann der Welt.

## Geographie
Jezzine liegt 73 km südlich der Hauptstadt Beirut und 22 km von Sidon entfernt im Gouvernement Süd-Libanon auf den Anhöhen des Tumat Niha, umgeben von Pinienwäldern, Weinbergen und Obstgärten.

## Wirtschaft und Sehenswertes
Die Stadt ist vor allem bekannt durch die handgefertigten Messer und andere Besteckteile, die mit Mosaiken und Inlays aus Knochen verziert sind. Touristen kommen auch, um die Jezziner Wasserfälle (90 m) oder die christliche Marienkapelle Unsere liebe Frau vom Wasserfall zu besichtigen. Die grottenartige Höhle Shqif Tyron wurde bereits seitens der Kreuzritter als Beobachtungsposten der Straße von Sidon in der Bekaaebene genutzt. Auch fand hier der Emir Fakhreddine II., der im 17. Jahrhundert den Osmanen zu entfliehen versuchte, Unterschlupf. Bedeutend ist ebenfalls der 400 Jahre alte Palast der Familie Kanaan, ein herausragendes Beispiel für libanesische Architektur. Dort wohnte von 1890 bis 1981 Maroun Kanaan, ein einflussreicher Politiker. Auch heute noch nutzen Familienmitglieder vor allem in den Sommermonaten den Palast als Sommerfrische.

## Partnerschaft
Seit 1994 pflegt man mit der französischen Stadt Nogent-sur-Marne einen Freundschaftsvertrag (Charte d’amitié).

## Söhne und Töchter der Stadt
- Demianos Kattar (* 1960), Ökonom und Politiker